# 305e régiment d'infanterie (France)
Le 305e régiment d'infanterie (305e RI) est un régiment d'infanterie de l'Armée de terre française constitué en 1914 avec les bataillons de réserve du 105e régiment d'infanterie.
À la mobilisation, chaque régiment d'active créé un régiment de réserve dont le numéro est le sien plus 200.

## Création et différentes dénominations
- août 1914 : 305e régiment d'infanterie
- juillet 1916 : création d'un 3e bataillon à la suite de la dissolution du 292e régiment d'infanterie
- 16 août 1918 : dissolution du régiment

## Chefs de corps
- 1er août - 5 novembre 1914 : colonel Andlauer
- 5 novembre 1914 - mai 1918 : lieutenant-colonel Duplat
- mai - 16 août 1918 : lieutenant-colonel Courayion

## Historique des garnisons, combats et batailles

### Première Guerre mondiale

#### Affectations
- 63e division d'infanterie d'août 1914 à novembre 1918

#### 1914
- 17 août : franchissement de la frontière avec l'Empire allemand en Alsace.
- 19 - 25 août : progression en direction de Mulhouse, occupation du bois d'Altenberg à l'est d'Illfurth.
- 26 - 28 août : retrait du front, puis à partir du 28 août, transport par V.F. de Belfort vers la région parisienne à Saint-Just-en-Chaussée.
- 5 – 10 septembre : engagé dans la bataille de la Marne, (bataille de l'Ourcq) : progression vers Vincy-Manœuvre, occupation de la crête de Puisieux. À partir du 9 septembre, poursuite des troupes allemandes en direction de Villers-Cotterêts.
- 10 - 13 septembre : le régiment atteint l'Aisne, le 12 septembre la rivière est franchie et Fontenoy occupé.
- 13 - 30 septembre : engagé dans la bataille de l'Aisne, attaque du plateau au nord de l'Aisne le 13 septembre et occupation de la cote 140. Contre-attaque allemande en soirée qui parvient à ébranler la ligne de front française.
- 19 - 20 septembre : attaque allemande de nuit, la cote 140 est perdue, mais reconquise dans la journée lors d'une contre-attaque française. Occupation et organisation du terrain conquis.
- 30 octobre : attaque française sur une redoute allemande à 2 kilomètres au sud-ouest de Nouvron sans résultats.
- 12 novembre : attaque française d'un saillant allemand au bois situé au sud de Nouvron sans résultats. À partir du 12 novembre, guerre de mines.
- 12 novembre, 6 et 13 décembre : explosions de mines dans les tranchées allemandes[n 1].

#### 1915
- 20 janvier : retrait du front, repos dans la région sud de Soissons.
- février 1915 - janvier 1916 : le régiment occupe les faubourgs nord de Soissons le long de l'Aisne. Organisation du terrain, renforcement des points d'appuis. En septembre, coup de main français sur la rive nord de l'Aisne et capture de soldats allemands.

#### 1916
- janvier - 18 février : retrait du front, repos.
- 18 février - mai : mouvement vers le front, occupation d'un secteur sur les bords du canal de l'Aisne à la Marne au sud-ouest de Berry-au-Bac.
- 22 mai - 15 juin : engagé dans la bataille de Verdun dans le secteur de la fontaine de Tavannes. Le 5e bataillon est stationné à la ferme Dicourt, le 6e bataillon à Damloup. Violents bombardements et nombreuses actions locales allemandes qui entrainent la perte de 300 hommes pour le régiment.
- 15 juin - fin septembre : retrait du front, transport en Alsace et occupation d'un secteur calme. En juillet, au camp d'Arches, le régiment est renforcé par l'ajout d'un troisième bataillon issu du 292e régiment d'infanterie dissout.
- fin septembre - 31 octobre : mouvement sur Verdun, engagé à nouveau dans la bataille de Verdun. Occupation d'un secteur vers La Montagne et dans le secteur du Chinois à l'est du fort de Vaux.

fin septembre - 22 octobre : préparatifs d'offensive dans ce secteur.
23 - 31 octobre : engagée dans la bataille offensive de Verdun en seconde ligne puis à partir du 25 octobre en première ligne ; puis actions de part et d'autre, organisation des positions conquises.

- 1er novembre 1916 - avril 1917 : retrait du front, repos et reconstitution. Mouvement vers le front et occupation d'un secteur vers Kœur-la-Grande à l'est de Saint-Mihiel.

13 mars 1917 : capture de la tête de pont du relais de Romainville après une forte préparation d'artillerie.

#### 1917
- mai - juin : retrait du front, repos au camp d'Arches, puis occupation d'un secteur dans les Vosges.
- juillet - 20 août : mouvement vers le front de Verdun, occupation d'un secteur vers Chattancourt ; préparation d'offensive vers la cote de l'oie.
- 20 - 30 août : placé en seconde ligne lors de la bataille de Verdun ; puis retrait du front.
- septembre - novembre : mouvement vers les Éparges.
- 30 novembre 1917 - mars 1918 : mouvement vers Verdun, occupation d'un secteur vers la cote 344 ; organisation du terrain nouvellement conquis. Actions locales de part et d'autre.

janvier - mars : le régiment affaibli occupe ensuite des 2e puis 3e positions et les organise.

#### 1918
- mars - 5 juillet : occupation d'un secteur en Argonne dans la région de Vauquois.
- 5 - 18 juillet : retrait du front, renforcement de la 10e armée.
- 18 - 30 juillet : engagée dans la bataille de la Marne (Bataille du Soissonnais) ; en réserve, le régiment entre en ligne le 22 juillet vers la côte 141.

27 juillet : progression vers Fère-en-Tardenois et atteint la ligne de chemin de fer reliant puis Fère-en-Tardenois et Tugny.
29 - 30 juillet : progression vers Saponay, contre-attaque allemande qui repousse les troupes françaises.
- 31 juillet : retrait du front, le régiment devient la réserve de la 63e division.
- 16 août : la 63e division d'infanterie est dissoute entrainant la dissolution du 305e régiment d'infanterie.

## Drapeau
Il porte, cousues en lettres d'or dans ses plis, les inscriptions suivantes :
- Verdun 1916
- Tardenois 1918

## Personnalités ayant servi au305eRI
- Raymond Tabournel (1872-1918), professeur d'histoire et directeur de l'École Sainte-Geneviève à Versailles. Capitaine au régiment en août 1914. Son nom est inscrit au Panthéon parmi les 560 écrivains morts au champ d'honneur pendant la Première Guerre mondiale.